# Wandering Oaken’s Sliding Sleighs
Wandering Oaken’s Sliding Sleighs (traditioneel chinees: 雪嶺滑雪橇) is een attractie in World of Frozen in Hong Kong Disneyland in Penny's Baai op het Lantau-eiland. De attractie is gethematiseerd rond de Wandering Oaken's Trading Post and Sauna uit de Disney-film Frozen en werd geopend op 20 november 2023.
De attractie werd aangekondigd op de D23 Expo in augustus 2019 en ontworpen door de Nederlandse Disney-imagineer Michel den Dulk. De eerste baandelen kwamen aan in het park in juni 2020.

## Attractie

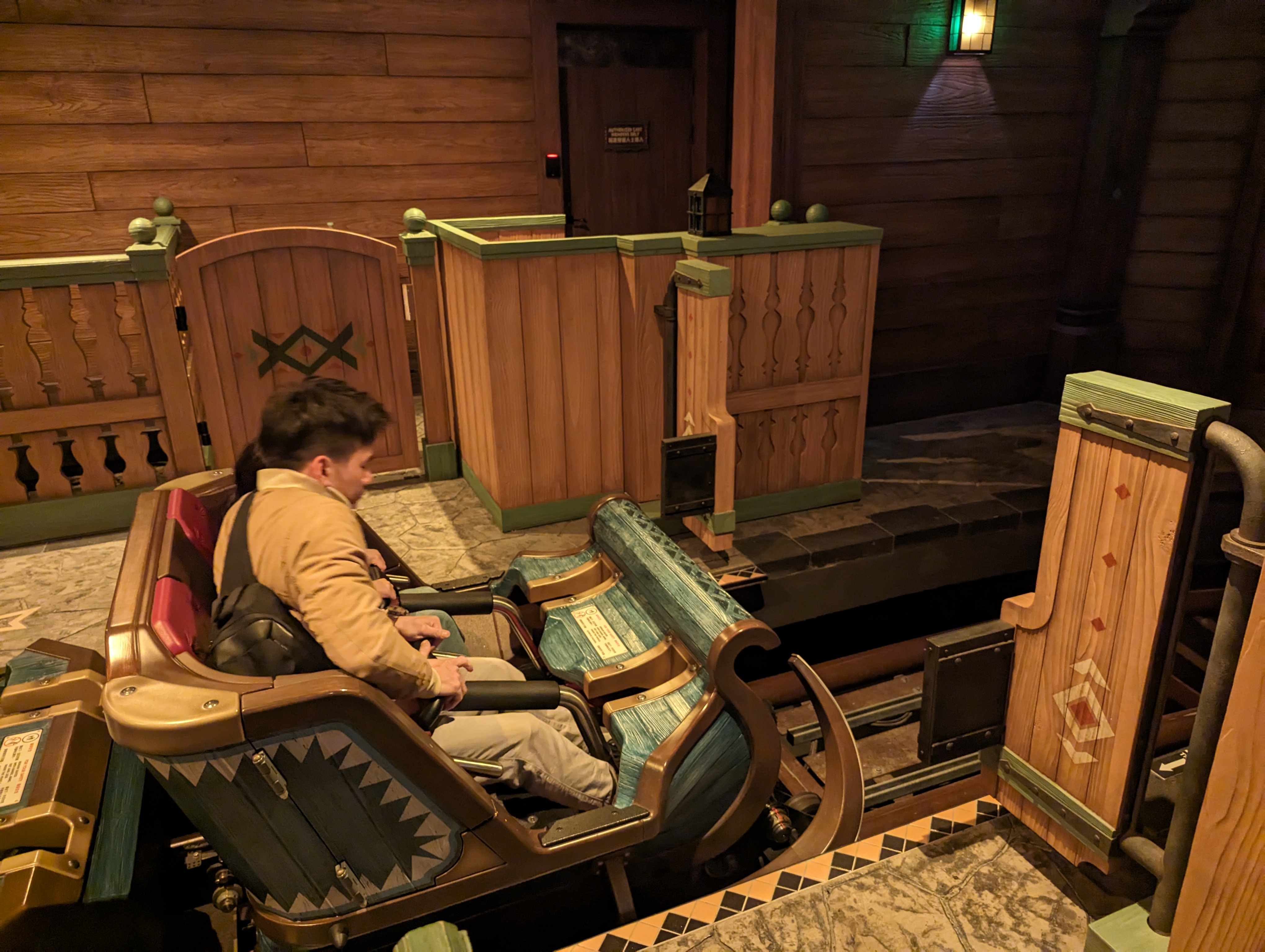
De trein in het station.

Wandering Oaken’s Sliding Sleighs neemt passagiers mee op een reis door Arendelle, het Frozen-koninkrijk. De rit begint in de winkel van Knoet (Oaken), waarna Olaf en Sven de achtbaantrein, bestaande uit 8 karretjes en vormgegeven als slee, naar de top van de liftheuvel trekken. Beide personages zijn vlak voor de lift ook te zien als simpele animatronics.

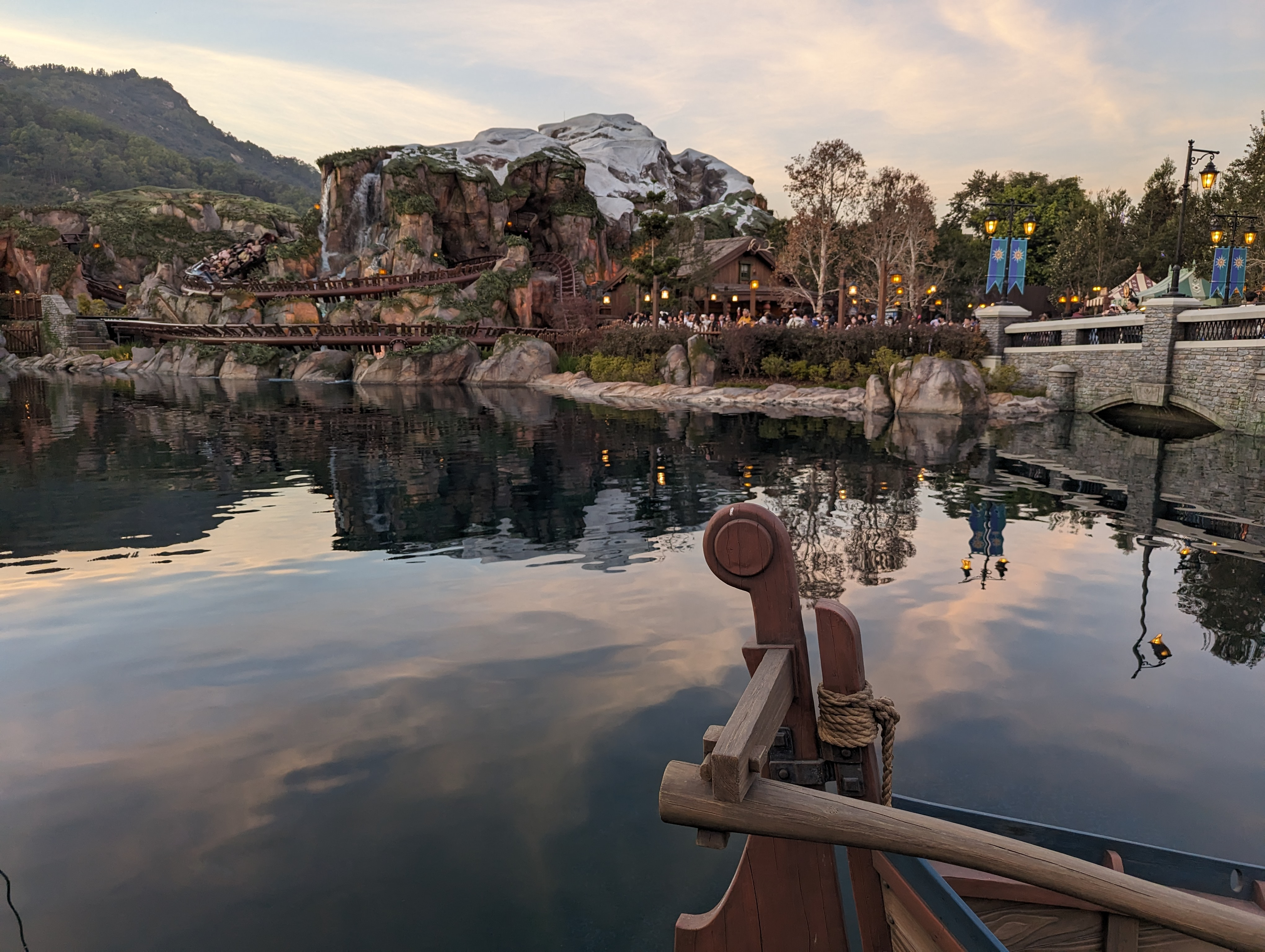
Het uitzicht op de attractie.

De attractie is een Custom Junior Coaster gebouwd door de Nederlandse fabrikant Vekoma. De baan is 298 meter lang en bijna volledig ingebouwd in een kunstmatige berg.

## Trivia
- Oorspronkelijk zou de opening in 2021 plaatsvinden. De opening werd echter uitgesteld tot 2023 vanwege de coronaviruspandemie.
- De attractie werd oorspronkelijk in 2016 aangekondigd als een rondrit met trackless voertuigen genaamd Wandering Oaken's Dancing Sleighs (traditioneel chinees: 奧肯魔法雪橇), vergelijkbaar met Aquatopia in Tokyo Disneysea.[6]